# Стрижівський потік
Стрижівський потік (словац. Striežovský potok) — річка в Словаччині, права притока Блга, протікає в окрузі Рімавска Собота.
Довжина — 12.1 км. Витік знаходиться в масиві Ревуцька-Верховина — на висоті 640 метрів. Протікає територією села Грушово і  міста Гнуштя.
Впадає в Блг на висоті 243 метри.